# Revolución Cultural
La Revolución Cultural, conocida también como la Gran Revolución Cultural Proletaria (en chino simplificado: 无产阶级文化大革命, en chino tradicional: 無產階級文化大革命, en pinyin: wúchǎn jiējí wénhuà dà gémìng, habitualmente abreviada como 文化大革命, wénhuà dà gémìng, literalmente Gran Revolución Cultural), fue un movimiento sociopolítico que acaeció en China desde 1966 hasta 1976. Iniciado por Mao Zedong, entonces líder del Partido Comunista Chino, su objetivo declarado era preservar el comunismo chino mediante la eliminación de los restos de elementos capitalistas y tradicionales de la sociedad china, y reimponer el pensamiento de Mao Zedong (conocido fuera de China simplemente como maoísmo) como la ideología dominante dentro del Partido. La Revolución marcó el regreso de Mao a una posición de poder después de los fracasos del Gran Salto Adelante, período durante el cual murieron aproximadamente 30 millones de personas en lo que se conoce como la Gran hambruna china.
El movimiento se inició en mayo de 1966, después de que Mao alegara que elementos burgueses se habían infiltrado en el gobierno y en la sociedad en general, con el objetivo de restaurar el capitalismo. Para eliminar a sus rivales dentro del Partido Comunista de China (PCCh), Mao insistió en que los revisionistas fueran eliminados mediante la lucha de clases violenta. Los jóvenes chinos respondieron al llamado de Mao formando grupos de la Guardia Roja en todo el país. El movimiento se extendió al ejército, a los trabajadores urbanos y al propio liderazgo del Partido Comunista. Resultó en luchas entre facciones generalizadas en todos los ámbitos de la vida. En la cúpula, condujo a una purga masiva de altos funcionarios, en particular Liu Shaoqi y Deng Xiaoping. Durante el mismo período, el culto a la personalidad de Mao creció a proporciones inmensas. Miembros de las "Cinco Categorías Negras" fueron ampliamente perseguidos e incluso asesinados. Mao sugirió que la Revolución Cultural había terminado en 1969, pero su fase activa duró hasta la muerte del líder militar y sucesor propuesto por Mao Lin Biao en 1971. En 1972, la Banda de los Cuatro subió al poder y la Revolución Cultural continuó. Después de la muerte de Mao y el arresto de la Banda de los Cuatro en 1976, la Revolución Cultural finalmente llegó a su fin.

Durante la Revolución Cultural, decenas de millones de personas fueron perseguidas, con una cifra estimada de muertes que oscila entre cientos de miles y 20 millones. A partir del agosto rojo de Beijing, tuvieron lugar masacres en varios lugares, como la masacre de Guangxi (el canibalismo masivo también ocurrió), el incidente de Mongolia Interior y de Wuhan, la masacre de Guangdong, el caso de Zhao Jianmin, la masacre de Daoxian y el incidente de Shadian. El "colapso de la presa Banqiao", una de las mayores catástrofes tecnológicas del mundo, también tuvo lugar en 1975 durante la Revolución Cultural. En las violentas luchas que siguieron en todo el país, millones de personas fueron perseguidas y sufrieron todo tipo de abusos, incluyendo humillación pública, encarcelamiento arbitrario, tortura, trabajos forzados, hostigamiento sostenido, confiscación de bienes y, a veces, ejecución. Un gran segmento de la población fue desplazado por la fuerza, en particular la transferencia de jóvenes urbanos a las regiones rurales durante el movimiento "Envío al campo". Se destruyeron reliquias y artefactos históricos, y se saquearon sitios culturales y religiosos. El movimiento paralizó políticamente a China y afectó negativamente tanto a la economía como a la sociedad del país en un grado significativo. 

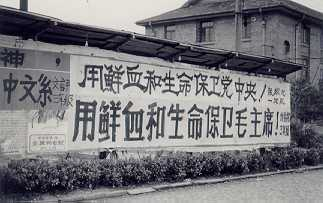
Durante la Revolución Cultural, los lemas de propaganda política de los Guardias Rojos en la pared del campus de la Universidad de Shanghái Fudan: "¡Defiendan al Comité Central del Partido con sangre y vida!" ¡Defiende al Presidente Mao con sangre y vida! ”.

Después de la Revolución Cultural, los reformistas dirigidos por Deng Xiaoping comenzaron a desmantelar gradualmente las políticas maoístas asociadas con la Revolución Cultural en el período "Boluan Fanzheng". En 1978, Deng se convirtió en el nuevo líder supremo de China y comenzó una nueva fase de China al iniciar el histórico programa de Reformas y Apertura.

## Antecedentes históricos

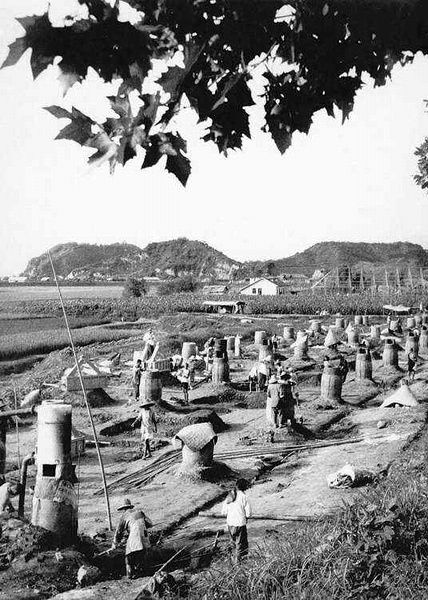
Hornos para fabricar acero durante el Gran Salto Adelante.

### Gran Salto Adelante y luchas de poder
Entre 1958 y 1961, el Partido Comunista Chino implementó una campaña económica y social masiva conocida como el Gran Salto Adelante. Esta campaña buscaba equiparar y/o superar la producción de acero con la de otros países como Estados Unidos, Reino Unido o la Unión Soviética en un plazo de tiempo establecido.
De 1959 a 1961, el Gran Salto Adelante causó la Gran Hambruna China en la que murieron entre 15 y 45 millones de personas debido principalmente al hambre. El fracaso del Gran Salto Adelante había forzado la salida del poder de Mao. Este, aunque conservaba sus cargos como presidente del partido y como presidente de la comisión militar central, dejaba las tareas de gobierno en manos del nuevo presidente de la República Popular Liu Shaoqi y del secretario general del Partido Deng Xiaoping.
A pesar de esto, Mao no se resignaría a perder su influencia y su autoridad. Consciente de cómo Nikita Jrushchov había repudiado la figura de su antecesor Iósit Stalin en la Unión Soviética y viendo que Liu Shaoqi y Deng Xiaoping parecían buscar una mejora en las relaciones con Moscú, Mao veía la evolución política de China a principios de los años 1960 como una traición a los ideales revolucionarios. De manera sorprendente, dada su edad avanzada y su falta de apoyo entre los miembros importantes del Buró Político, las ambiciones de Mao darían lugar a una enconada lucha por el poder que acabaría devolviéndole la autoridad absoluta y encumbraría de nuevo su imagen pública como líder indiscutible del régimen. Este retorno al poder se produjo a través de una enorme campaña de reafirmación ideológica, la Gran Revolución Cultural Proletaria, en la que se alentó al ejército y a los jóvenes a condenar a todos aquellos cuyos actos se apartaban de la ortodoxia del espíritu revolucionario.
La puesta en marcha de la Revolución Cultural y el retorno al poder de Mao no habrían sido posibles sin el apoyo de dos figuras fundamentales en ese momento histórico: Lin Biao, militar fiel a Mao que se había convertido en ministro de Defensa en sustitución de Peng Dehuai, y la propia esposa de Mao, Jiang Qing, que años más tarde encabezaría la llamada Banda de los Cuatro. Tanto Lin Biao como Jiang Qing se servirían del prestigio de Mao para atacar a los otros dirigentes del partido y promover así sus propias aspiraciones a la sucesión en el poder. Así, la Revolución Cultural fue el fruto[cita requerida] de la combinación, por una parte, de los deseos de Mao de recuperar su protagonismo político y, por otra, de las ambiciones de poder de personas que ocupaban puestos poco relevantes en la jerarquía del partido. 
El ascenso de Lin Biao en la jerarquía de poder había comenzado tras la defenestración de Peng Dehuai en la Conferencia de Lushan de agosto de 1959. En aquella reunión de los miembros del Comité Permanente del Buró Político, Peng criticó abiertamente a Mao por el fracaso del Gran Salto Adelante y este, que aunque apartado entonces de la jefatura del Estado conservaba sus cargos como líder del partido y del ejército, forzó su destitución. Fue Lin Biao, uno de los militares de más prestigio del Ejército Popular de Liberación y leal a Mao, quien reemplazó a Peng como ministro de Defensa y como líder máximo del ejército. Desde esa posición de poder en el ejército, Lin inició una serie de medidas para reforzar la fidelidad ideológica de los soldados al Partido y, muy en especial, al propio Mao. Con este fin, en 1963, Lin Biao recopiló un pequeño libro titulado Citas del Presidente Mao (en alusión al rango de Mao como presidente del Partido Comunista). Este libro contenía una recopilación de los discursos más importantes pronunciados por Mao Zedong y fue conocido popularmente como el Libro Rojo de Mao. Otro libro que se convirtió en obra de referencia obligada de los jóvenes soldados del ejército fue el Diario de Lei Feng. Lei Feng había sido un joven militar fallecido del que se dijo que había escrito un diario descubierto tras su muerte. En el diario, Lei Feng describía su esfuerzo constante por servir al pueblo y al partido, siempre siguiendo las enseñanzas del presidente Mao. Aunque hoy en día sabemos que el Diario de Lei Feng había sido escrito por los servicios de propaganda del ejército, en aquel momento el ejemplo de Lei Feng tuvo una enorme influencia sobre la juventud china. Entre 1964 y 1971, también se produjeron historietas de intención pedagógica y amplísima tirada para intentar llegar al máximo número posible de lectores. Todas estas obras se convirtieron en los instrumentos de adoctrinamiento político de los jóvenes integrados en el Ejército Popular de Liberación, sometido a la autoridad de Lin Biao y a la fidelidad ideológica a Mao.

### Precursor de la revolución

La purga del general Luo Ruiqing solidificó la lealtad del ejército chino a Mao.

Mientras Lin Biao alentaba el culto a la personalidad hacia la figura de Mao, su esposa Jiang Qing, antigua actriz implicada en la vida cultural del país, promovía la defensa de los ideales revolucionarios en la producción artística. La Revolución Cultural se desencadenaría precisamente a través de un ataque a una obra literaria. En 1961, Wu Han, escritor de prestigio y vicealcalde de Pekín, había publicado una obra de teatro, Hai Rui cesado de su cargo (海瑞罢官 / 海瑞罷官 Hǎi Ruì Bàguān), en la que se utilizaban personajes de la época de la dinastía Ming para aludir al conflicto entre Mao Zedong y Peng Dehuai. Esta obra había indignado a Mao, que reconoció las alusiones evidentes a su persona. Otros dos miembros del gobierno municipal de Pekín, Deng Te y Liao Mosha, recurrirían también a la ficción histórica para criticar a Mao. En aquel momento, el gobierno municipal de Pekín, con su alcalde Peng Zhen al frente, albergaba a muchos de los partidarios de Liu Shaoqi y Deng Xiaoping, y contra ellos se dirigirían las primeras críticas de los maoístas. Consciente de la hostilidad hacia su persona en Pekín, Mao viajó a Shanghái en el verano de 1965. En esa ciudad, durante una reunión del Comité Central en el mes de septiembre, Mao hizo un llamamiento a la resistencia frente a la ideología burguesa reaccionaria. La contraofensiva había empezado y Mao, desde Shanghái, preparaba su retorno. Mediante la influencia de Jiang Qing y gracias al apoyo del ejército, el editorialista de la edición de Shanghái del Diario del Ejército de Liberación Yao Wenyuan, estrecho colaborador de Jiang Qing, escribía un agresivo editorial en ese diario en el que atacaba a Wu Han por la deslealtad del argumento de Hai Rui cesado de su cargo.[cita requerida]
Así, la estrategia de Mao y sus seguidores eludía el ataque directo a Liu Shaoqi y Deng Xiaoping y se cebaba en quienes los apoyaban. Esto ponía en una situación difícil a los líderes del partido ya que, a pesar de todo, Mao seguía teniendo el reconocimiento como máximo ideólogo del régimen y las críticas al equipo del gobierno municipal de Pekín se fundamentaban en la obediencia estricta a la ideología de Mao, por lo que resultaban difíciles de contrarrestar ante la opinión de los cuadros del partido. Los ataques tuvieron el éxito esperado y, el 30 de diciembre de 1965, Wu Han reconocía públicamente su error. Esto animó a los seguidores de Mao a aumentar la presión. El 26 de marzo de 1966, aprovechando la ausencia de Liu Shaoqi en visita oficial a Pakistán y Afganistán, los partidarios de Mao secuestraban al alcalde de Pekín y miembro destacado del Buró Político Peng Zhen. Al apoyo de Yao Wenyuan en Shanghái se le unía el control de la capital por parte del ejército, leal a Lin Biao y a Mao. A partir de este momento, la edición nacional del Diario del Ejército de Liberación pasaba a estar controlada por los seguidores de Mao y, el 18 de abril, un histórico editorial en ese diario proclamaba levantemos la gran enseña roja del pensamiento de Mao Zedong y participemos de forma activa en la Gran Revolución Cultural Socialista. El editorial daba ya nombre al movimiento y confirmaba el apoyo del ejército al mismo. El 1 de junio, el Diario del Pueblo, principal órgano de expresión del Partido Comunista, caía también bajo el control de los maoístas.

## Fase inicial: movilización de las masas

### Notificación del 16 de mayo
En mayo de 1966 se convocó en Pekín una "sesión ampliada" del Politburó. La conferencia, en lugar de ser un debate conjunto sobre la política (según las normas habituales de las operaciones del partido), fue esencialmente una campaña para movilizar al Politburó para que apoyara la agenda política de Mao. La conferencia estuvo cargada de retórica política maoísta sobre la lucha de clases, y estuvo repleta de 'acusaciones' meticulosamente preparadas sobre los líderes recientemente destituidos, como Peng Zhen y Luo Ruiqing. Uno de estos documentos, publicado el 16 de mayo, fue preparado con la supervisión personal de Mao, y fue particularmente condenatorio:
Los representantes de la burguesía que se han colado en el Partido, el gobierno, el ejército y varias esferas de la cultura son un grupo de revisionistas contrarrevolucionarios. Una vez que las condiciones estén maduras, tomarán el poder político y convertirán la dictadura del proletariado en una dictadura de la burguesía. Algunos de ellos ya los hemos visto y otros no. Algunos todavía confían en nosotros y están siendo entrenados como nuestros sucesores, personas como Kruschev por ejemplo, que todavía están anidando a nuestro lado.
Este texto, que se conoció como la "Notificación del 16 de mayo" (chino: 五一六通知; pinyin: Wǔyīliù Tōngzhī), resumía la justificación ideológica de Mao para la Revolución Cultural e implicaba en efecto que hay enemigos de la causa comunista dentro del propio Partido: enemigos de clase que "ondean la bandera roja para oponerse a la bandera roja". La única manera de identificar a estas personas era a través del "telescopio y el microscopio del Pensamiento de Mao Zedong". Aunque la dirección del partido se mostró relativamente unida al aprobar la dirección general de la agenda de Mao, muchos miembros del Politburó no estaban especialmente entusiasmados o estaban simplemente confundidos sobre la dirección del movimiento. Las acusaciones contra estimados líderes del partido como Peng Zhen hicieron sonar la voz de alarma en la comunidad intelectual de China y entre los ocho partidos no comunistas.

### Los Guardias Rojos y la destrucción de los "Cuatro Viejos"

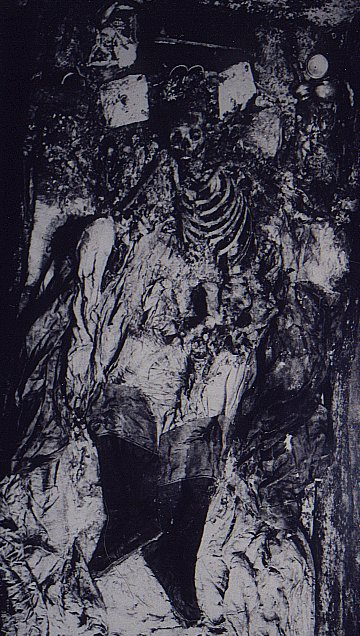
Los restos del emperador Wanli de la dinastía Ming en las tumbas Ming. Los Guardias Rojos arrastraron los restos del Emperador y las Emperatrices Wanli al frente de la tumba, donde fueron póstumamente "denunciados" y quemados.

Durante el agosto rojo de Beijing, el 8 de agosto de 1966, el Comité Central del partido aprobó su "Decisión sobre la Gran Revolución Cultural Proletaria", más tarde conocida como los "Dieciséis Puntos", que definía la Revolución Cultural como "una gran revolución que conmueve al pueblo hasta el alma y constituye una etapa más profunda y extensa en el desarrollo de la revolución socialista en nuestro país":
Aunque la burguesía ha sido derrocada, todavía está tratando de usar las viejas ideas, cultura, costumbres y hábitos de las clases explotadoras para corromper a las masas, capturar sus mentes y organizar una restauración. El proletariado debe hacer justo lo contrario: debe hacer frente a todos los desafíos de la burguesía (...) para cambiar el punto de vista de la sociedad. En la actualidad, nuestro objetivo es luchar y aplastar a las personas en el poder que toman el camino capitalista, criticar y repudiar a las "autoridades" académicas burguesas reaccionarias y a la ideología de la burguesía y de todas las demás clases explotadoras, y transformar la educación, la literatura y el arte, así como todas las demás partes de la superestructura que no corresponden a la base económica socialista, a fin de facilitar la consolidación y el desarrollo del sistema socialista.
Las implicaciones de los Dieciséis Puntos fueron de gran alcance. Elevó lo que antes era un movimiento estudiantil a una campaña masiva a nivel nacional que impulsaría a los trabajadores, agricultores, soldados y funcionarios de bajo rango del partido a levantarse, desafiar la autoridad y reformar la "superestructura" de la sociedad. Durante el agosto rojo de Beijing, el 18 de agosto de 1966, más de un millón de Guardias Rojos de todo el país se reunieron en la Plaza de Tiananmén de Pekín y sus alrededores para una audiencia personal con el presidente. Mao se mezcló personalmente con los Guardias Rojos y apoyó su causa, poniéndose él mismo un brazalete de los Guardias Rojos. Lin Biao también ocupó el centro del escenario en el mitin del 18 de agosto, denunciando a gritos todo tipo de enemigos percibidos en la sociedad china que estaban impidiendo el "progreso de la revolución".
Posteriormente, comenzó una matanza masiva en Beijing y el terror rojo se extendió rápidamente a otras áreas de China. El 22 de agosto de 1966, se emitió una directiva central para detener la intervención policial en las actividades de la Guardia Roja, y los miembros de la policía que desafiaron este aviso fueron tachados de contrarrevolucionarios. El elogio de Mao por la rebelión alentó las acciones de la Guardia Roja. Las autoridades centrales levantaron las restricciones a la conducta violenta en apoyo de la revolución. Xie Fuzhi, jefe de la policía nacional, a menudo perdonó a los Guardias Rojos por sus "crímenes". En el transcurso de unas dos semanas, la violencia causó unos cien muertos entre funcionarios de la clase dominante y clase media del distrito occidental de Pekín. El número de heridos superó esa cifra. Los aspectos más violentos de la campaña incluyeron incidentes de tortura, asesinato y humillación pública. Muchas personas que fueron acusadas de contrarrevolucionarias murieron por suicidio. En agosto y septiembre de 1966, solo en Pekín fueron asesinadas 1.772 personas. En Shanghái hubo 704 suicidios y 534 muertes relacionadas con la Revolución Cultural en septiembre. En Wuhan hubo 62 suicidios y 32 asesinatos durante el mismo período. Peng Dehuai fue llevado a Pekín para ser ridiculizado públicamente.

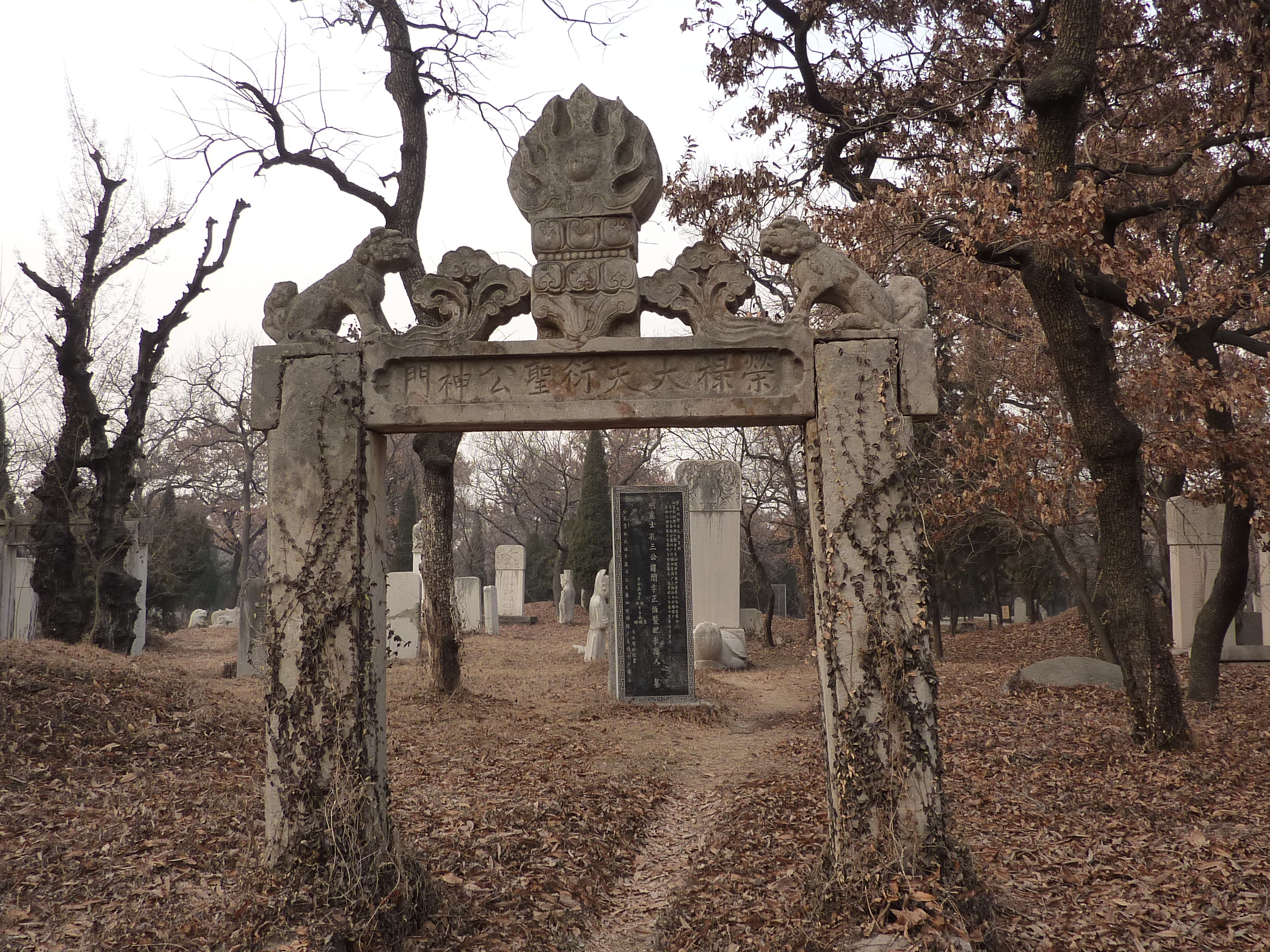
El Cementerio de Confucio fue atacado por la Guardia Roja en noviembre de 1966.

Entre agosto y noviembre de 1966, se celebraron ocho concentraciones masivas en las que participaron más de 12 millones de personas de todo el país, la mayoría de las cuales eran Guardias Rojos. El gobierno sufragaba los gastos de los Guardias Rojos, que viajaban por todo el país intercambiando "experiencias revolucionarias". En los mítines de la Guardia Roja, Lin Biao también pidió la destrucción de los "Cuatro Viejos", es decir, las viejas costumbres, cultura, hábitos e ideas. La fiebre revolucionaria barrió el país por completo, y los Guardias Rojos actuaron como sus guerreros más prominentes. Algunos cambios asociados con la campaña de los "Cuatro Viejos" no implicaron violencia directa, como la asignación de nuevos nombres a las calles de las ciudades, a los lugares e incluso a la gente; millones de bebés nacieron con nombres que sonaban "revolucionarios" durante este período. Otros aspectos de las actividades de la Guardia Roja eran más destructivos, especialmente en los ámbitos de la cultura y la religión. Varios sitios históricos en todo el país fueron destruidos. El daño fue particularmente pronunciado en la capital, Pekín. Los Guardias Rojos también asediaron el Templo de Confucio en la provincia de Shandong y otras numerosas tumbas y artefactos de importancia histórica. Se destruyeron bibliotecas llenas de textos históricos y extranjeros; se quemaron libros. Templos, iglesias, mezquitas, monasterios y cementerios fueron cerrados y a veces usados para otras funciones, saqueados y destruidos. La propaganda marxista describía al budismo como superstición, y la religión era vista como un medio de infiltración extranjera hostil, así como un instrumento de la clase dominante. El clero fue arrestado y enviado a campamentos; muchos budistas tibetanos fueron forzados a participar en la destrucción de sus monasterios a punta de pistola.
En octubre, Mao convocó una "Conferencia Central de Trabajo", esencialmente para convencer a los dirigentes del partido que todavía no habían adoptado la ideología revolucionaria. Liu Shaoqi y Deng Xiaoping fueron procesados como parte de una línea reaccionaria burguesa (zichanjieji fandong luxian) y se autocriticaron a regañadientes. Después de la conferencia, Liu, que en su día fue un poderoso experto moderado de la clase dominante, fue puesto bajo arresto domiciliario en Pekín y luego enviado a un campo de detención, donde se le negó tratamiento médico y murió en 1969. Deng Xiaoping fue enviado tres veces a la cárcel por un período de reeducación, y finalmente fue enviado a trabajar a una fábrica de motores de Jiangxi.
Una de las muchas citas en el Libro Rojo que los Guardias Rojos seguirían más tarde como guía, proporcionada por Mao, era "el mundo es vuestro, así como nuestro, pero en última instancia, es vuestro. Vosotros los jóvenes, llenos de vigor y vitalidad, estáis en la flor de la vida, como el sol a las ocho o nueve de la mañana. Nuestra esperanza está puesta en vosotros... El mundo os pertenece. El futuro de China os pertenece". En diciembre de 1967 se habían impreso 350 millones de ejemplares del libro, el mecanismo que llevó a los Guardias Rojos a comprometerse con su objetivo de futuro para China. Estas citas directas de Mao llevaron a otras acciones de la Guardia Roja según los puntos de vista de otros líderes maoístas.

### Los radicales toman el poder (1967)

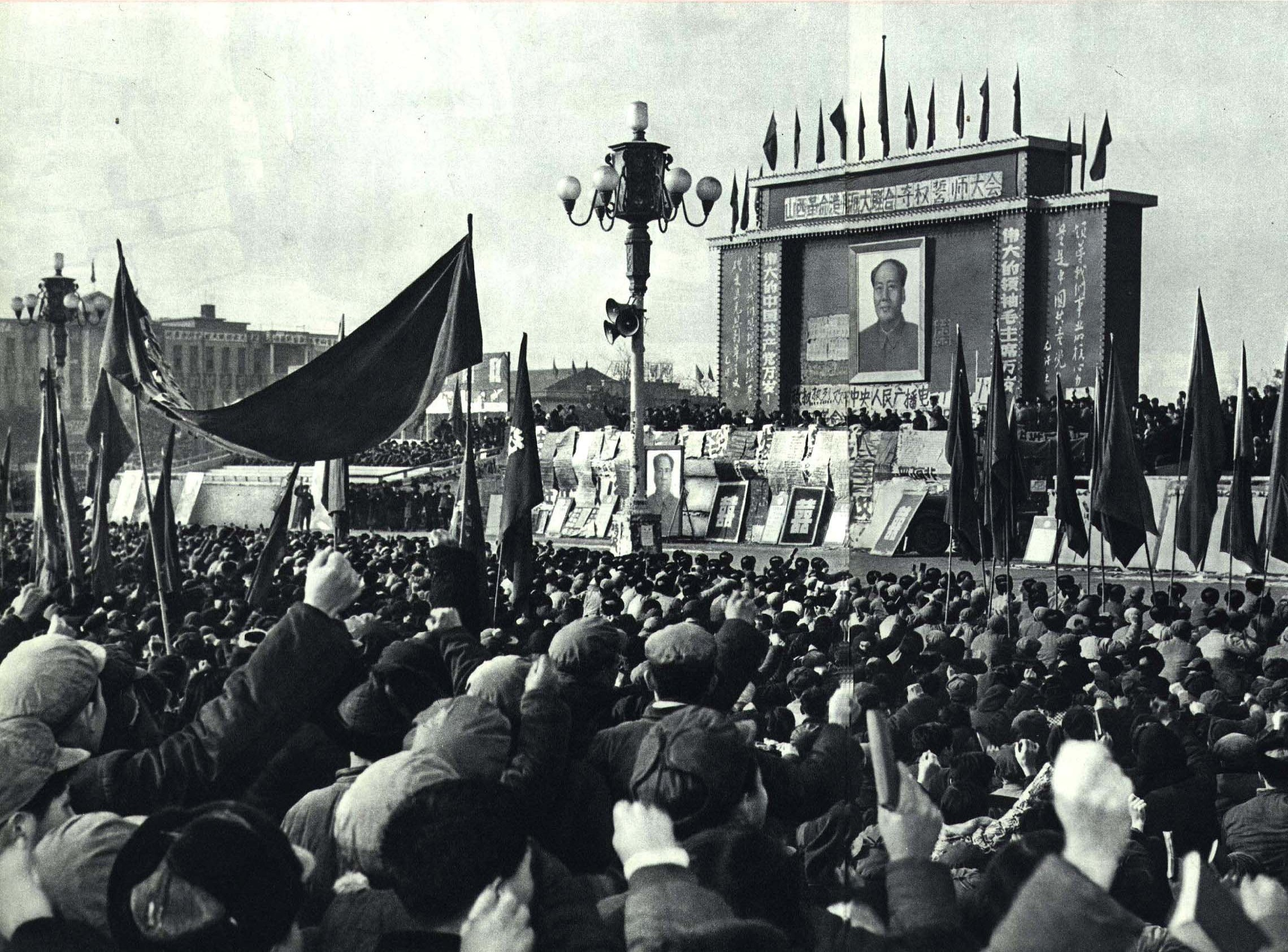
La manifestación del "movimiento de toma de poder" en Shanxi, China (abril de 1967).

Con el control de todos los medios de comunicación, el apoyo del ejército y el silencio forzado de los intelectuales, la posición de Liu Shaoqi y Deng Xiaoping se hacía ya insostenible. De una manera sorprendente, que nadie habría podido prever tras el fracaso del Gran Salto Adelante, cuando toda la cúpula del partido se había puesto en su contra, Mao volvía a ser el líder indiscutible. El 18 de julio de 1966, regresaba a Pekín y durante la Undécima Sesión Plenaria del Comité Central del Buró Político del Partido Comunista de China, imponía varias resoluciones, con el objetivo de desalojar de los puestos de autoridad a quienes habrían tomado la senda capitalista. En esa sesión plenaria se anunció también la creación de los Guardias rojos, movimiento juvenil que arrinconaba a la Liga de las Juventudes del Partido, leal a Liu Shaoqi. Las actividades de propaganda se extendieron y los ataques a Liu Shaoqi, apodado el «Jrushchov de China», y a Deng Xiaoping se hicieron cada vez más intensos. Liu Shaoqi había sido ya apartado del poder, aunque su abandono de los cargos que ocupaba no se haría público hasta noviembre de 1968.
En la segunda mitad de 1966, la situación de caos se extendió por todo el país. La educación quedó paralizada, y los guardias rojos, organizados a través de comités revolucionarios repartidos por toda la República Popular China, imponían su ley castigando a todos aquellos que habían sido acusados de derechistas o revisionistas. Los incidentes y desórdenes generalizados sorprendieron al propio Mao, que veía cómo la situación se le escapaba de las manos. Para enero de 1967, Mao ordenó al ejército que interviniera para restaurar el orden. Las actividades de los guardias rojos continuarían, sin embargo, hasta 1968.
Uno de los pocos altos cargos del partido que se libró de las purgas fue el primer ministro Zhou Enlai. Su habilidad negociadora le permitió mediar entre los guardias rojos, cuyos excesos criticó, y el ejército. La protección de Zhou Enlai salvó a muchos altos cargos del partido, y en especial del ejército, de los ataques de los guardias rojos, mientras que su apoyo a Mao lo mantuvo al margen de las críticas.
Con Liu Shaoqi y Deng Xiaoping apartados ya del poder, la lucha por el control del Partido y el Estado había sido ganada por Mao y sus seguidores. Para ratificar la nueva situación se convocó un nuevo congreso del Partido, el noveno de su historia.

### La «fiebre del mango» y el culto a la personalidad de Mao (Ago. 1968)

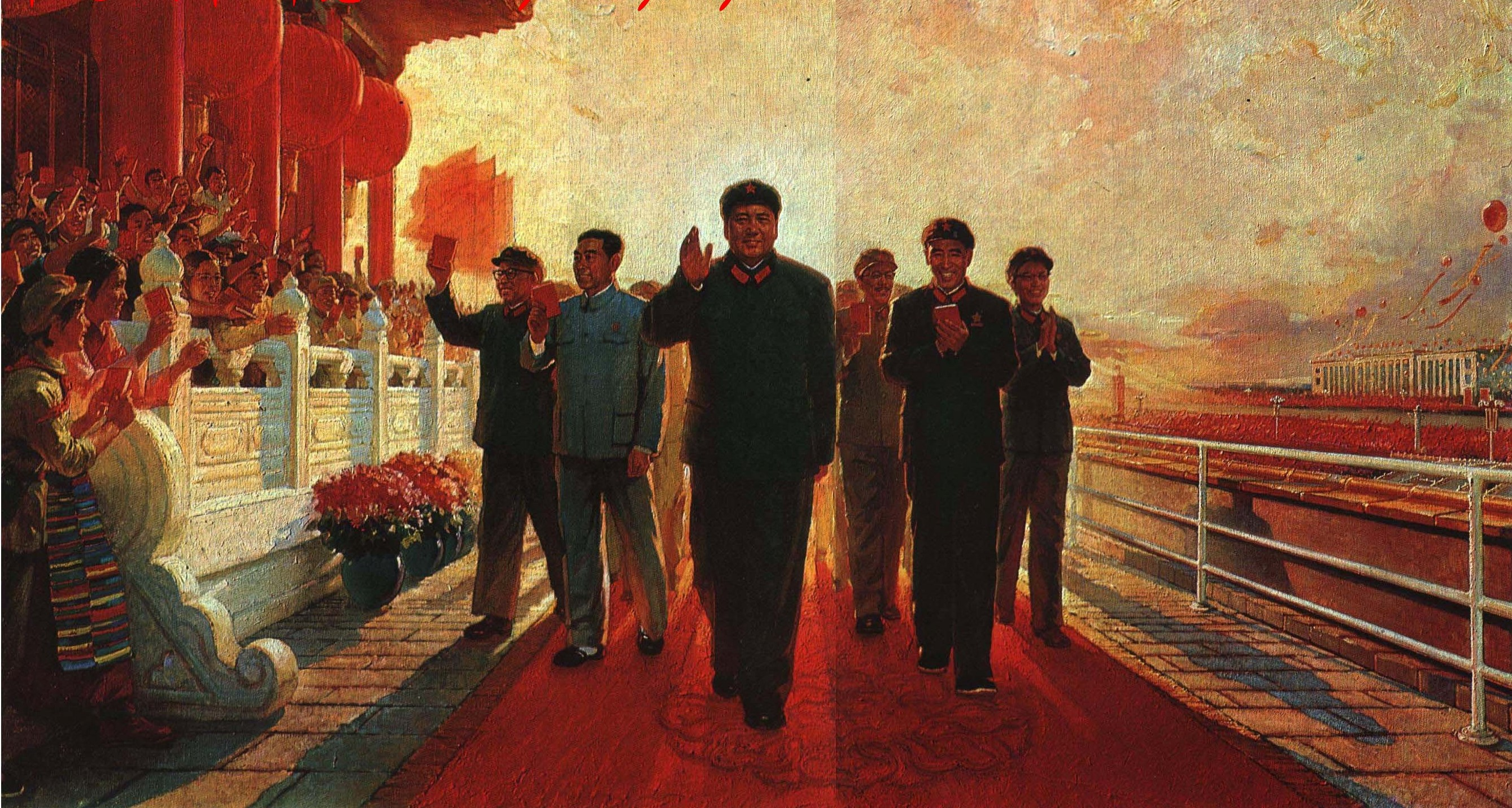
Óleo de propaganda a Mao hecho durante la Revolución Cultural

En la primavera de 1968 se inició una campaña masiva para reforzar la reputación de Mao. Un ejemplo notable fue la «fiebre del mango». El 4 de agosto de 1968 el Ministro de Relaciones Exteriores de Pakistán, Syed Sharifuddin, regaló cuarenta mangos a Mao, aparentemente en un gesto diplomático. Mao envió los mangos mediante su asistente a su Equipo de Propaganda Mao Zedong en la Universidad Tsinghua el 5 de agosto, el equipo radicado allí para atenuar los conflictos entre las facciones de los Guardias Rojos. El 7 de agosto se publicó un artículo en el Diario del Pueblo diciendo:
En la tarde del cinco, cuando las felices nuevas de que el Presidente Mao envió un regalo de mangos al Equipo de Propaganda Ideológica de Trabajadores de la Capital y Campesinos Mao Zedong llegaron a la sede de la Universidad Tsinghua, la gente inmediatamente se arremolinó en torno al regalo enviado por el Gran Líder Presidente Mao. Un entusiasta clamor se elevó entre cánticos de irrestricto abandono. Lágrimas anegaron los ojos y una y otra y otra vez resonaron los votos para que nuestro amado Gran Líder viva miles y miles de años sin fin... Todos hicieron llamadas a sus respectivas unidades de trabajo para difundir la grata noticia y también organizaron todo tipo de festejos celebratorios durante toda la noche, y se personaron en [la sede del liderazgo nacional] Zhongnanhai a pesar de la lluvia para informar de las buenas nuevas y para expresar su lealtad al Gran Líder Presidente Mao.
Funcionarios del gobierno redactaron sucesivos artículos propagandísticos sobre la recepción de los mangos y otro poema en el Diario del Pueblo expresaba: «Ver ese mango dorado/era ver al Gran Líder Presidente Mao ... tocar una y otra vez ese mango dorado/el mango dorado es tan suave...». Pocos en China hasta entonces habían visto un mango en persona y el mango era visto como «una fruta de extrema rareza, como el Hongo de la Inmortalidad».

Afiche con la leyenda "Mangos, el don precioso que el Gran Lider, Presidente Mao diera personalmente al Equipo de Propaganda Ideológica de los Trabajadores de la Capital y Campesinos" China, 1968

Uno de los mangos fue enviado a la Fábrica Textil de Beijing, cuyo comité revolucionario organizó un mitin en honor a los mangos. Los obreros leyeron citas de Mao y celebraron el obsequio. Se erigieron altares en lugares prominentes para exhibir la fruta; cuando luego de unos días la piel del mango comenzó a pudrirse, se lo peló e hirvió en una olla con agua. Luego los trabajadores desfilaron a su lado para recibir por turno una cucharada de agua de mango. El comité revolucionario envió a hacer una réplica del mango en cera y la exhibió como pieza central en la fábrica. Siguieron varios meses de «fiebre del mango», al convertirse la fruta en el foco de una campaña de «inextinguible lealtad» al presidente Mao. Más réplicas del mango fueron creadas y enviadas de gira por los alrededores de Beijing y el resto de China. Muchos comités revolucionarios fueron a visitar los mangos a Bejing desde las provincias circundantes; aproximadamente medio millón de personas salieron a recibir las réplicas cuando estas arribaron a Chengdu. Se imprimieron distintivos y afiches mostrando a los mangos y Mao por millones.
La fruta fue repartida entre todas las instituciones que habían sido parte del equipo de propaganda, y se organizaron largas procesiones en apoyo al zhengui lipin ("precioso don"), como se denominó a los mangos. Un dentista de pueblo, el Dr. Han, que vio los mangos y dijo que no tenían nada de especial y se veían exactamente como batatas, fue enjuiciado por calumnia maliciosa, hallado culpable, forzado a marchar por el pueblo, y luego ejecutado de un disparo a la cabeza.
Se ha dicho que Mao usó los mangos para expresar su apoyo a los trabajadores dispuestos a alcanzar los extremos necesarios para acabar con los conflictos sectarios entre los estudiantes, y que estos son un «ejemplo señero de la estrategia de respaldo simbólico a Mao». Todavía a principios de 1969, miembros de los Cursos de Estudio del Pensamiento de Mao Zedong en Bejjing podían acaparar la atención mediática local con réplicas de los mangos al viajar de regreso a sus provincias.

## Fase de Lin Biao (1969-71)

### Transición de poder (abril 1969)

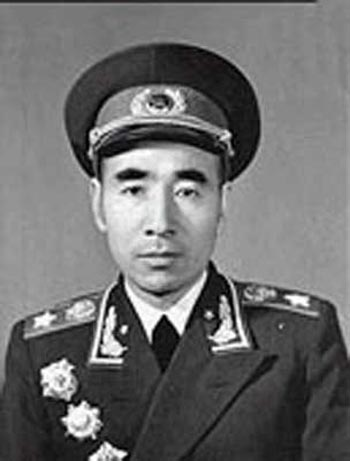
Lin Biao

El IX Congreso del Partido Comunista de China, celebrado entre el 1 y el 24 de abril de 1969, confirmaba el poder de Mao, reelegido unánimemente como presidente del partido y como presidente de la Comisión Militar Central. Además, adoptaba el pensamiento de Mao Zedong como la ideología oficial del Partido y del Estado. Lin Biao, por su parte, era elegido vicepresidente del partido y sucesor de Mao.
El Congreso daba por concluida la Gran Revolución Cultural Proletaria, presentada como un gran éxito del pueblo chino que, gracias al liderazgo de Mao, había vencido a los revisionistas y contrarrevolucionarios que habían puesto en peligro la pureza ideológica del sistema.
Aunque con el IX Congreso ponía fin de manera oficial a la Revolución Cultural, las estructuras de la sociedad, del Partido y del Estado habían quedado gravemente dañadas por las purgas de miembros del partido y de intelectuales. Las consecuencias de la Revolución Cultural se dejarían sentir durante mucho tiempo, y las luchas por el poder continuarían en los años siguientes.

### La caída en desgracia de Lin Biao
Tras el IX Congreso, Lin Biao emergía como el nuevo gran líder en ciernes de la República Popular. Nombrado oficialmente sucesor de Mao y vicepresidente del partido, su ascenso vertiginoso en la jerarquía del poder parecía haberlo colocado en una posición inmejorable para ser el nuevo hombre fuerte del régimen.
Tras esos éxitos aparentes, sin embargo, la realidad era más compleja. La adulación extrema de Lin Biao había llevado ya a Mao a desconfiar de las auténticas intenciones del que parecía ser su leal colaborador. Durante el IX Congreso, se produjo un enfrentamiento fuerte entre ambos debido a la insistencia de Lin Biao en que Mao debía ser proclamado nuevo presidente de la República Popular, para ocupar así la jefatura de Estado que había perdido Liu Shaoqi. Mao, sin embargo, se negaba a ocupar la presidencia y defendía la abolición del cargo. Puede parecer paradójico que fuera Lin Biao el que presionara a Mao para asumir la presidencia pero, en el fondo, Mao sabía que aceptar el cargo de presidente podía justificar a los miembros del partido que veían la Revolución Cultural como una estratagema suya para hacerse con el poder político. Al rechazar el puesto, Mao se presentaba como líder preocupado solo por la ideología y el partido, y no por ambiciones personales. Pero hay una razón aún más importante para la negativa de Mao a restaurar la jefatura del Estado: tras nombrar a Lin Biao sucesor y vicepresidente del partido, Mao sabía que en caso de restaurar la presidencia, el cargo de vicepresidente debería corresponder a Lin Biao, lo cual le habría asegurado a este su papel como sucesor. Por el contrario, la suspensión de la jefatura del Estado eliminaba tanto el cargo de presidente como el de vicepresidente, y dejaba al primer ministro Zhou Enlai como máximo dirigente del aparato del Estado, lo cual limitaba de manera considerable el poder de Lin Biao. Dada la desconfianza creciente que sentía hacia Lin, Mao habría preferido no dar a este una parcela más de poder, dejando a Zhou Enlai como hombre fuerte de los aspectos políticos y de gestión del Gobierno.
A partir de ese momento, aunque en público ambos eran ensalzados como los triunfadores de la Revolución Cultural, las relaciones entre los dos habían entrado en una fase de desconfianza cada vez mayor. Después de que en marzo de 1970 Mao hubiera abolido la jefatura del Estado, en la II Sesión Plenaria del IX Congreso Nacional del Partido, celebrada en Lushan en agosto de ese año, Lin Biao, apoyado en algunos colaboradores cercanos, intentó hacerse con la presidencia de la República Popular. Ese intento de golpe de Estado, que sería revelado tres años más tarde por Zhou Enlai, supondría el enfrentamiento total entre Mao y Lin. En una situación análoga a la que se había dado al comienzo de la Revolución Cultural con Liu Shaoqi, Mao comenzó su ataque a Lin Biao de manera indirecta, criticando a sus colaboradores. A sabiendas de los apoyos que Lin Biao tenía en el seno del ejército, Mao criticó primero a uno de sus seguidores principales en el ejército, Chen Boda, al que acusó de «ultraizquierdista», y exigió a los mandos del ejército que se unieran a las críticas. Los militares aceptaron, y Lin Biao se dio cuenta de que se había quedado totalmente aislado frente al ataque de Mao y Zhou Enlai.
Ante esa situación de aislamiento, Lin Biao decidió pasar al ataque y poner en marcha un nuevo intento de golpe de Estado, que organizaría junto a su hijo Lin Liguo durante el invierno de 1970 y la primavera de 1971. Es posible que el intento de golpe de Estado contara con el apoyo de la Unión Soviética, aunque esto nunca se ha podido confirmar. La pérdida de apoyos de Lin Biao, sin embargo, llevó al fracaso del intento golpista. Parece que fue uno de los conspiradores, Li Weixin, quien habría delatado a Lin. Según las afirmaciones de Zhou Enlai en el X Congreso Nacional del Partido celebrado en 1973, este habría sido el segundo intento por parte de Lin Biao, tras el de Lushan, de llevar a cabo un golpe de Estado e incluso de asesinar a Mao.
La muerte de Lin Biao después de que fueran descubiertos sus planes golpistas ha estado rodeada del misterio y la especulación. La versión oficial afirma que Lin Biao, junto a dos de sus hijos y seis hombres más, intentó escapar hacia la Unión Soviética después de que sus planes fueran descubiertos. La escasez de combustible del avión en el que el grupo de conspiradores huyó de manera apresurada hizo que el avión se estrellara en el desierto de Mongolia Exterior, muriendo todos sus ocupantes. La poca verosimilitud de la historia y la ausencia de evidencias constatables del accidente han mantenido hasta la actualidad las dudas sobre la veracidad de esta versión oficial.

## Fase de la Banda de los Cuatro

### Ascenso de la banda de los cuatro

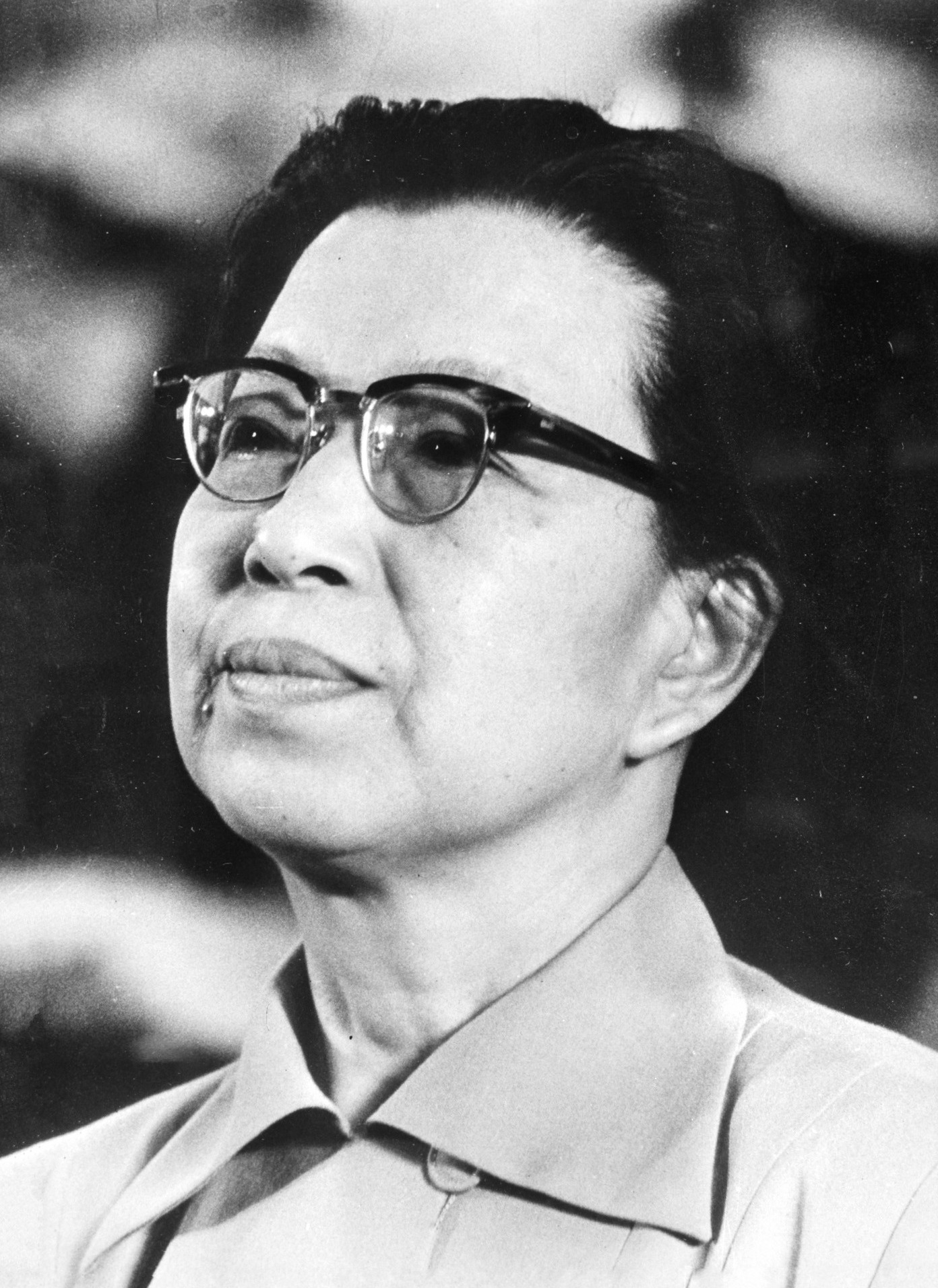
Jiang Qing

Mao Zedong se deprimió y se volvió solitario después del incidente de Lin Biao. Con Lin muerto, Mao no tenía respuestas inmediatas sobre quién lo sucedería.
La muerte de Lin Biao dejaba de nuevo vacíos de poder en el Partido, lo cual llevó a la convocatoria de un nuevo congreso: el X Congreso Nacional del Partido Comunista de China. Durante este congreso, celebrado del 24 al 28 de agosto de 1973, se condenó la traición de Lin Biao y se produjo el ascenso en la jerarquía de quienes protagonizarían la siguiente lucha por el poder: la esposa de Mao, Jiang Qing, y sus más cercanos colaboradores, Yao Wenyuan y Zhang Chunqiao, que habían dirigido la Revolución Cultural desde Shanghái, y un joven casi desconocido, Wang Hongwen, que pasaba a ocupar una de las vicepresidencias del partido, tras Mao y Zhou Enlai. Estos cuatro dirigentes, encabezados por Jiang Qing, serían más adelante conocidos despectivamente como la Banda de los Cuatro.

### Detención de la banda de los cuatro
A pesar del poder que los cuatro habían acumulado, la muerte de Mao el 9 de septiembre de 1976 dejaba la autoridad máxima en las manos de Hua Guofeng, el sucesor nombrado por Mao poco antes de morir.
Consciente de que una lucha por el poder con Jiang Qing y sus seguidores iba a ser inevitable, Hua Guofeng aprovechó su autoridad para ordenar el arresto de los cuatro, el 6 de octubre de 1976. Juzgados y condenados, y convertidos en el chivo expiatorio de todos los males de la Revolución Cultural, la caída de la Banda de los Cuatro marcaba el final de una década de fervor revolucionario y de luchas por el poder que afectaron profundamente a la sociedad china del momento.

## Secuelas

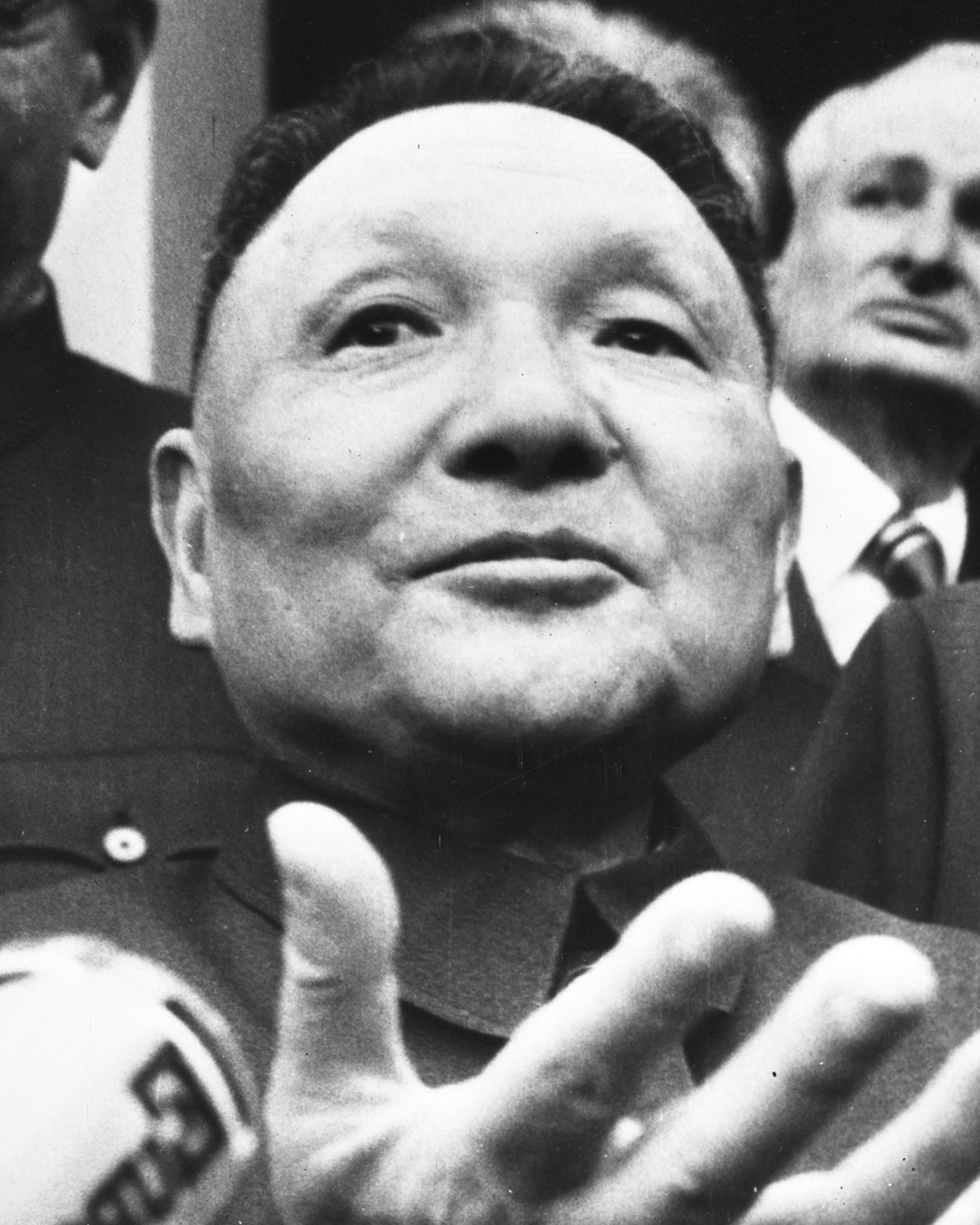
Deng Xiaoping

### Periodo de transición
El regreso a una cierta normalidad no le serviría, sin embargo, a Hua Guofeng para afianzar su autoridad. Tras una nueva lucha por el poder, Deng Xiaoping, una de las víctimas principales de la Revolución Cultural, acabaría convirtiéndose, a partir de diciembre de 1978, en el nuevo líder máximo del país.

### Invalidar la revolución cultural
En 1977, Deng Xiaoping propuso por primera vez la idea de «Boluan Fanzheng» para corregir los errores de la Revolución Cultural. El programa desmanteló gradualmente las políticas maoístas asociadas con la Revolución Cultural, rehabilitó a millones de víctimas que fueron perseguidas durante la Revolución, inició varias reformas sociopolíticas y devolvió el país al orden de manera sistemática. Los acontecimientos de los años de la Revolución Cultural serían revaluados en 1981. La memoria de Liu Shaoqi fue rehabilitada de manera póstuma y la Revolución Cultural fue considerada por el partido como la «década catastrófica».
En diciembre de 1978, Deng Xiaoping se convirtió en el líder supremo de China y comenzó una nueva era de China con el lanzamiento del histórico programa «Reforma y apertura».

## Consecuencias de la Revolución Cultural

### Crisis humanitaria

#### Número de muertos

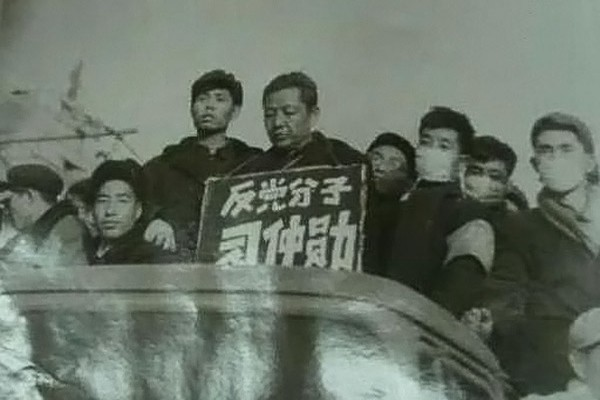
Una sesión de lucha de Xi Zhongxun, el padre de Xi Jinping (septiembre de 1967). Xi Zhongxun fue etiquetado como un "elemento antipartido". Sin embargo, desde finales de 2012, Xi Jinping y sus aliados han intentado restar importancia al desastre de la Revolución Cultural y han revertido muchas reformas desde el período Boluan Fanzheng, lo que generó preocupaciones sobre una nueva Revolución Cultural.

Durante la Revolución Cultural, decenas de millones de personas fueron perseguidas, con una cifra estimada de muertes que oscila entre cientos de miles y 20 millones. Sin embargo, es posible que nunca se conozca la verdadera cifra de los que fueron perseguidos o murieron durante la Revolución Cultural, ya que muchas de las muertes no se denunciaron o fueron encubiertas activamente por la policía o las autoridades locales. El estado de los registros demográficos chinos en ese momento también era muy pobre, y el Partido Comunista Chino se ha mostrado reacio a permitir la investigación formal de este período. En agosto de 1975, la falla de la presa de Banqiao, considerada por algunos como la mayor catástrofe tecnológica del mundo, ocurrió en la región de Zhumadian de la provincia de Henan, con un número estimado de muertes de decenas de miles a 240 mil.
- Según un libro ("交锋 - 当代中国三次思想解放实录") publicado por Press of People's Daily en 2011, así como algunas otras documentaciones, Ye Jianying, primer vicepresidente del Partido Comunista de China y uno de los diez mariscales de China, afirmó que "20 millones de personas murieron, 100 millones fueron perseguidas y 80 mil millones de RMB se desperdiciaron en la Revolución Cultural".[8][9][11][13][66]
- Según Rudolph J. Rummel (Universidad de Hawái), 7.731.000 personas murieron en la Revolución Cultural, o 96 personas por cada 10 000 de la población.[67]
- El museo conmemorativo del Holocausto sitúa el número de muertos entre 5 y 10 millones.[68]
- En el libro Mao: The Unknown Story, Jung Chang y Jon Halliday afirman que hasta 3 millones de personas murieron a causa de la violencia de la Revolución Cultural.[69]
- Andrew G. Walder de la Universidad Stanford y Yang Su de la Universidad de California, Irvine, afirman que solo en la China rural se persiguió a unos 36 millones de personas, de las cuales entre 750.000 y 1,5 millones murieron, y que el número de heridos de forma permanente fue aproximadamente el mismo.[70][71]
- Una estimación de alrededor de 400.000 muertes es una cifra mínima ampliamente aceptada, según Maurice Meisner.[72]

#### Masacres y canibalismo

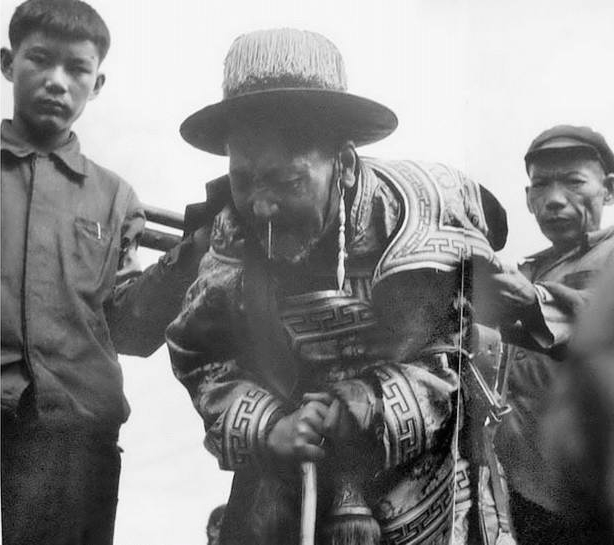
Sesión de lucha del General Sampho Tsewang Rigzin del Tíbet.

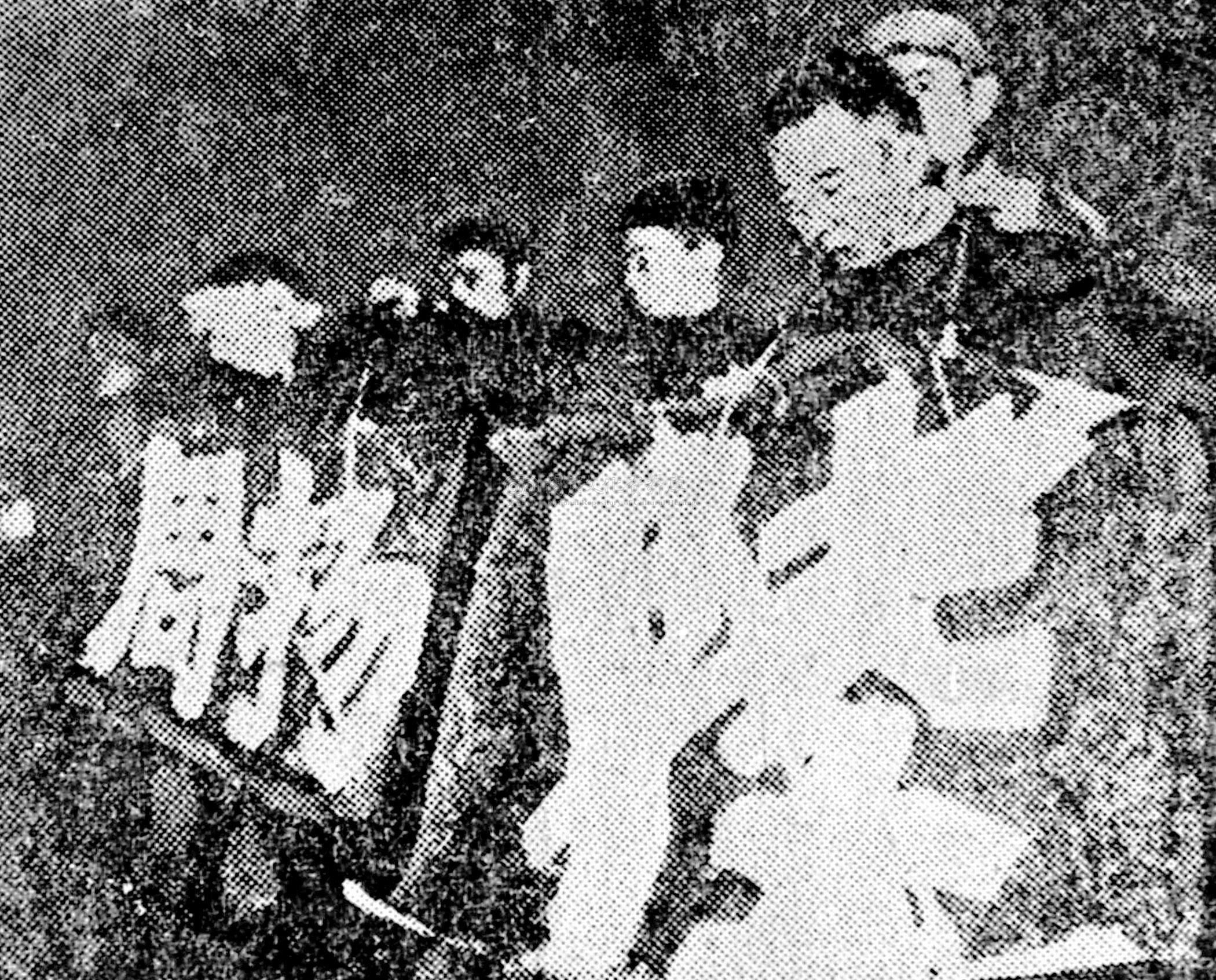
El líder antimaoísta Lu Dingyi, exjefe del Departamento de Propaganda del Comité Central del PCCh y elviceministro Zhou Yang.

Durante la Revolución Cultural, se produjeron masacres en varios lugares de China, especialmente la masacre de Guangxi (canibalismo masivo), el incidente de Mongolia Interior, la masacre de Guangdong, el caso espía de Zhao Jianmin, el incidente de Shadian, la Masacre de Daoxian y la Masacre de Beijing (el Agosto Rojo). La mayoría de las víctimas eran miembros de las «Cinco Categorías Negras», así como sus familiares e hijos, además de miembros de los «grupos rebeldes (造反派)».
- En la masacre de Guangxi, el registro oficial muestra una cifra estimada de muertes de 100 mil a 150 mil. Según Mao: The Unknown Story, se estima que 100.000 personas murieron en una de las peores luchas entre facciones en Guangxi en enero-abril de 1968, antes de que el primer ministro Zhou enviara al EPL a intervenir.[74] En su libro Scarlet Memorial: Tales of Cannibalism in Modern China (Recuerdo escarlata: cuentos de canibalismo en la China moderna), Zheng Li alegaba «asesinato y canibalización sistemática de individuos en nombre de la revolución política y de la “lucha de clases”» de la etnia zhuang en el condado de Wuxuan, Guangxi, durante ese período.[75] Zheng fue criticado en China por confiar en entrevistas inéditas y por retratar negativamente a una minoría étnica china,[76] aunque los historiadores de alto rango del partido corroboraron las acusaciones de canibalismo.[77]
- En el incidente de Mongolia Interior, al menos cientos de miles fueron arrestados y perseguidos, con un estimado de 20 000-100 000 personas murieron en masacres.
- Durante Agosto Rojo en Beijing, de agosto a septiembre de 1966, un total de 1772 personas, incluidos maestros y directores de muchas escuelas, fueron asesinados en Pekín por Guardias rojos; además, 33 695 casas fueron saqueadas y 85 196 familias fueron obligadas a abandonar la ciudad.[78][79][80]

#### Luchas violentas, sesión de lucha y purgas políticas

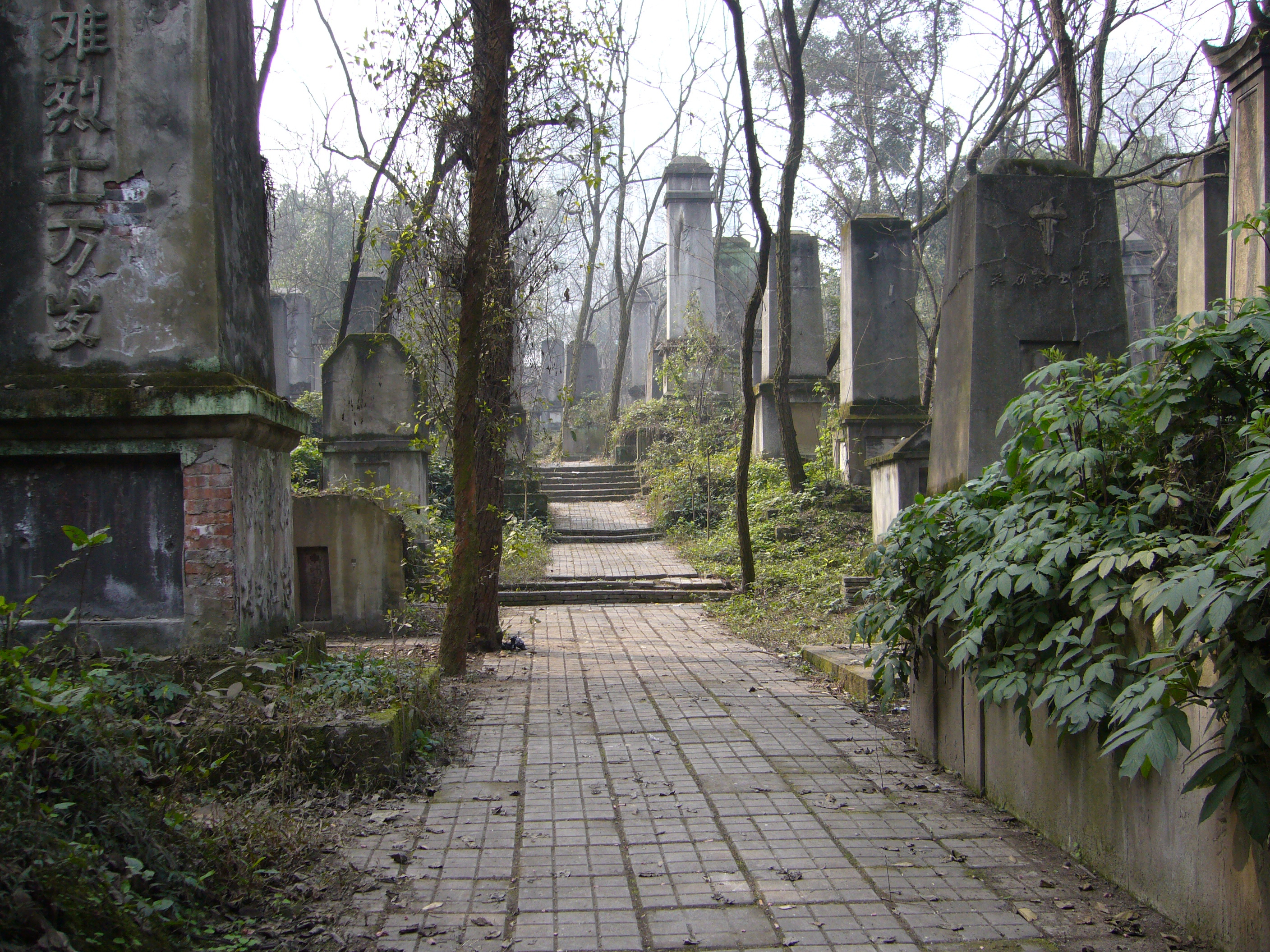
El Cementerio de la Revolución Cultural en Chongqing. Al menos 1700 personas murieron durante el violento enfrentamiento entre facciones (Wudou), de las cuales 400-500 fueron enterradas en este cementerio.

Las luchas violentas, o Wudou (en chino simplificado: 武斗; en chino tradicional: 武鬥; pinyin: wǔdòu), fueron conflictos entre facciones (principalmente entre la Guardia Roja y los "grupos rebeldes (造反派)") que comenzaron en Shanghái y luego se extendieron a otras áreas de China en 1967. Llevó al país al estado de guerra civil. Las armas utilizadas en conflictos armados incluyeron unos 18.77 millones de armas (algunas reclaman 1.877 millones), 2.72 millones de granadas, 14,828 cañones, millones de otras municiones e incluso carros blindados y tanques. Los investigadores han señalado que el número de muertos a nivel nacional en luchas violentas varía de 300,000 a 500,000. Ciertos documentos del Partido Comunista de China han revelado que 237,000 personas fueron asesinadas y otras 7,030,000 resultaron heridas o discapacitadas permanentemente.
Millones de personas en China fueron brutalmente perseguidas durante la Revolución Cultural, especialmente durante las sesión de lucha. Aquellos identificados como espías, "perros corredores", "revisionistas", o que provenían de una clase sospechosa (incluyendo aquellos relacionados con antiguos terratenientes o campesinos ricos) fueron objeto de golpizas, encarcelamiento, violación, tortura, acoso, abuso sostenido y sistemático, confiscación de bienes, negación de atención médica y anulación de su identidad social. Al menos cientos de miles de personas fueron asesinadas, murieron de hambre o trabajaron hasta la muerte. Millones más fueron desplazadas por la fuerza. Los jóvenes de las ciudades fueron trasladados por la fuerza al campo, donde se vieron obligados a abandonar todas las formas de educación estándar para ser sustituidas por las enseñanzas propagandísticas del Partido Comunista Chino. Algunas personas no pudieron soportar la tortura y, perdiendo la esperanza en el futuro, se suicidaron. Uno de los casos más famosos de intento de suicidio debido a la persecución política fue el del hijo de Deng Xiaoping, Deng Pufang (邓朴方), que saltó (o fue arrojado) desde un edificio de cuatro pisos después de haber sido "interrogado" por los Guardias Rojos. En lugar de morir, se quedó parapléjico. En el juicio de la llamada Banda de los Cuatro, un tribunal chino declaró que 729.511 personas habían sido perseguidas, de las cuales 34.800 habrían muerto.
Además, la extrema violencia de las purgas políticas condenó al ostracismo a la mayor parte de dirigentes del partido y a los intelectuales, quienes, acusados de derechistas y contrarrevolucionarios, desaparecieron de la vida pública durante varios años. Muchos de ellos, como el propio Liu Shaoqi, murieron. Liu Shaoqi falleció en una prisión de Kaifeng, supuestamente porque se le negó la medicación para la diabetes. En el "caso espía de Zhao Jianmin", un total de 1,38 millones de personas estuvieron implicadas, con 17,000 fallecidas en masacres.

#### Desastre tecnológico
En agosto de 1975, la Henan Zhumadian experimentó la catástrofe tecnológica más importante del siglo XX, el Colapso de la presa Banqiao, que se estima que causó la muerte de entre decenas de miles y más de 240.000 personas.

### Disturbios de los Guardias Rojos

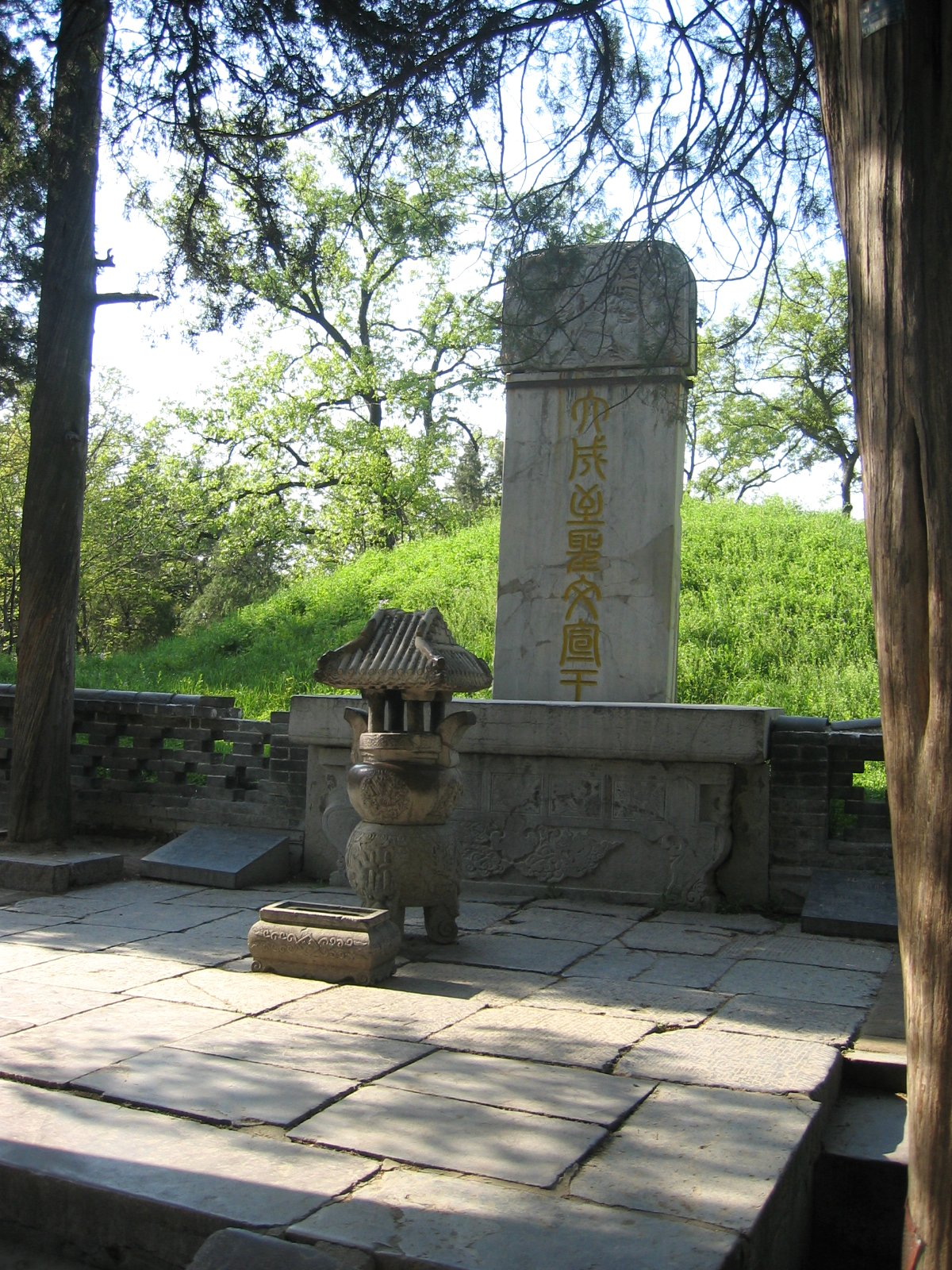
Tumba de Confucio en Qufu, que sufrió los ataques de los guardias rojos durante la Revolución Cultural.

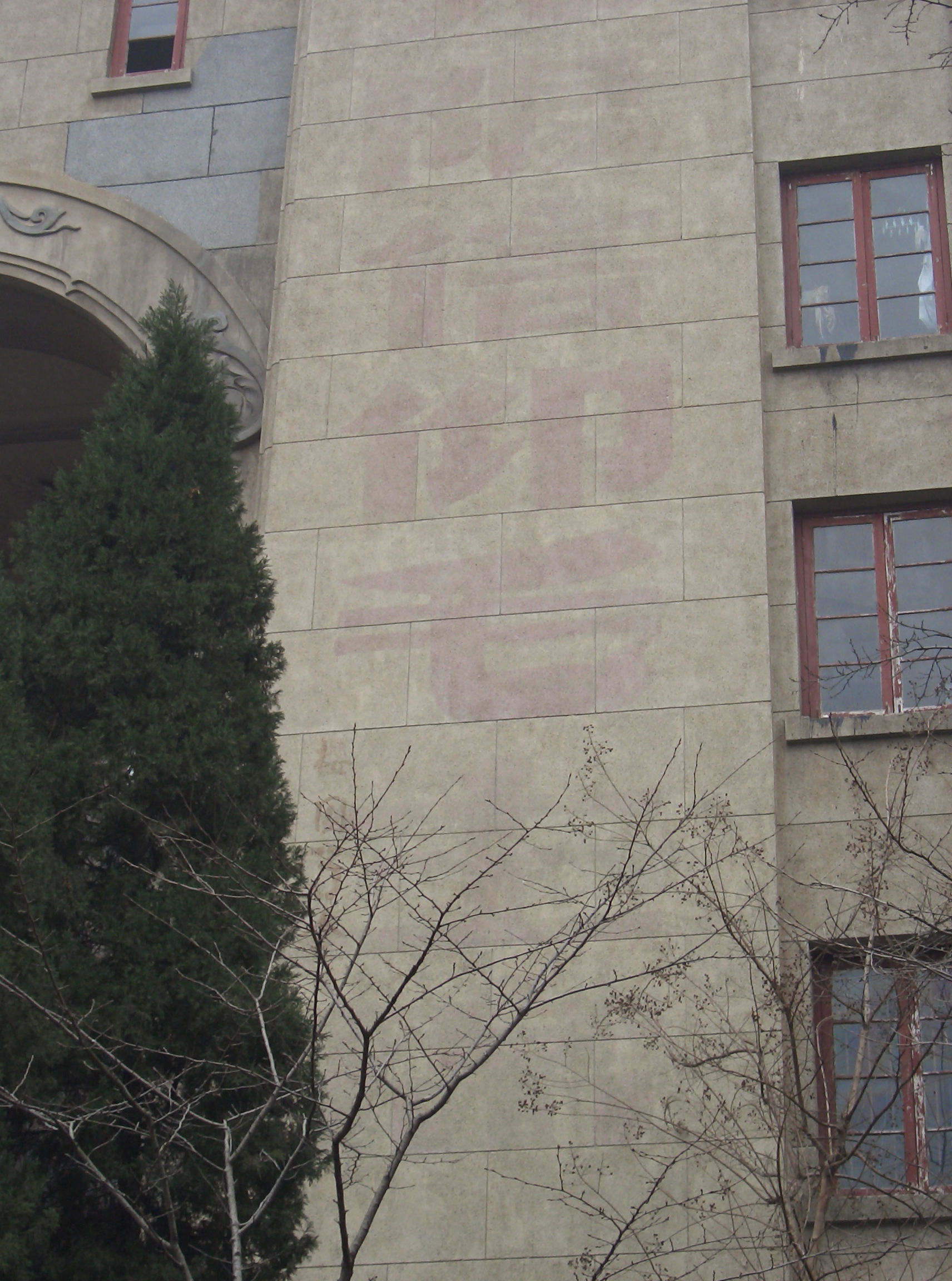
Rastros de una máxima propagandística de la Revolución Cultural, inscrita en un muro; la leyenda invoca la confianza en el presidente Mao.

La idea maoísta de que la nueva China debía romper con los hábitos feudales del pasado tuvo también consecuencias nefastas para la cultura tradicional china. Jiang Qing y sus colaboradores instaron a los jóvenes a acabar con los llamados «Cuatro antiguos» (四旧 / 四舊 / sì jiù, a veces traducido como «Los cuatro viejos»): los usos antiguos, las costumbres antiguas, la cultura antigua y el pensamiento antiguo. La interpretación de qué elementos de la sociedad merecían la consideración de antiguos o burgueses quedó, sin embargo, en manos de los propios Guardias Rojos, quienes, ávidos de demostrar su espíritu revolucionario, se embarcaron en una campaña de destrucción de obras de arte, libros, templos y edificios antiguos, a la vez que sometían a humillantes sesiones de autocrítica a intelectuales y altos cargos del Partido a los que acusaban de reaccionarios.
Dado que cualquiera que hubiera expresado en su vida pública un interés cultural o artístico hacia cualquier asunto que no fuera la exaltación de la figura de Mao podía ser acusado de reaccionario, no es de extrañar que la inmensa mayoría de los escritores y artistas sufrieran persecuciones durante la Revolución Cultural, y fueron muchos los que resultaron heridos e incluso muertos por la violencia de los guardias rojos. Otros muchos acabaron suicidándose, como el famoso escritor Lao She. Se estima que fueron miles las víctimas mortales de la violencia de los guardias rojos y más de tres millones de miembros del Partido fueron víctimas de las purgas en la cúpula del poder.[cita requerida]
En el ámbito de la cultura, además de la destrucción de numerosas obras de arte de los Guardias Rojos, la Gran Revolución Cultural Proletaria afectó también a la religión tradicional china y al sistema de escritura. En lo que respecta a la religión, la mayor parte de los templos budistas y taoístas fueron cerrados y muchos monjes fueron obligados a seguir programas de reeducación. Otro de los blancos de las iras de los guardias rojos fue el pensamiento confucianista, al que se identificaba con la sociedad feudal antigua. Debido a esto, la ciudad natal de Confucio, Qufu, en la provincia de Shandong, sufrió los ataques de grupos de guardias rojos que destruyeron gran parte de su patrimonio artístico, que sería restaurado en años recientes. En cuanto a la escritura china, el proceso de simplificación de los caracteres, aunque había comenzado con anterioridad, con las listas de caracteres reformados publicadas en 1956 y 1964, se consolidó gracias al espíritu de ruptura con el pasado impulsado por la Revolución Cultural. En este sentido, muchas de las diferencias culturales que se perciben en la actualidad entre la China continental y las sociedades chinas de Taiwán, Hong Kong y Macao tienen sus raíces precisamente en la Revolución Cultural, cuyos efectos se han prolongado hasta nuestros días.

### Educación
A diferencia de la anterior gran campaña maoísta, el Gran Salto Adelante, que había tenido como víctimas a los sectores más desfavorecidos del medio rural, la Revolución Cultural tuvo como víctimas a la clase intelectual y dirigente del país. Las acusaciones generalizadas de «actividades contrarrevolucionarias» a técnicos calificados y a profesores universitarios llevaron a una paralización del desarrollo tecnológico y educativo del país. Los exámenes de acceso a la universidad fueron abolidos en 1966 y los programas de estudios fueron redefinidos para hacer primar la enseñanza de valores ideológicos sobre aquellas materias puramente intelectuales y científicas consideradas «burguesas». Una generación entera de jóvenes se vio así privada de la posibilidad de una educación superior más allá de la repetición de lemas revolucionarios. Frente a esta crisis de la enseñanza superior, el espíritu maoísta de igualdad tuvo una consecuencia positiva en el aumento de la escolarización primaria y de la alfabetización durante esta época.
La Revolución Cultural llevó al sistema educativo de China a un parón virtual durante un tiempo. En los primeros meses de la Revolución Cultural, escuelas y universidades fueron cerradas. Escuelas de primaria y secundaria abrieron más tarde gradualmente, pero todos los institutos y universidades estuvieron cerrados hasta 1970, y la mayoría de las universidades no reabrieron hasta 1972. Los exámenes para entrar en la universidad fueron cancelados después de 1966, para ser reemplazados después por un sistema donde los estudiantes eran recomendados por fábricas, pueblos y unidades militares y las pruebas de ingreso no fueron restauradas hasta 1977 bajo el mandato de Deng Xiaoping. Según los documentos para perseguir a la Banda de los Cuatro, 142 000 cuadros del ejército y profesores en los círculos educativos fueron perseguidos, y mencionan académicos, científicos y educadores que murieron incluyendo a Xiong Qinglai, Jian Bozan, Rao Yutai, Wu Dingliang y Zhao Jiuzhang.
La generación entera de individuos afligidos precariamente cualificados es comúnmente denominada en Occidente al igual que en China como la 'generación perdida'.

### Reliquias históricas

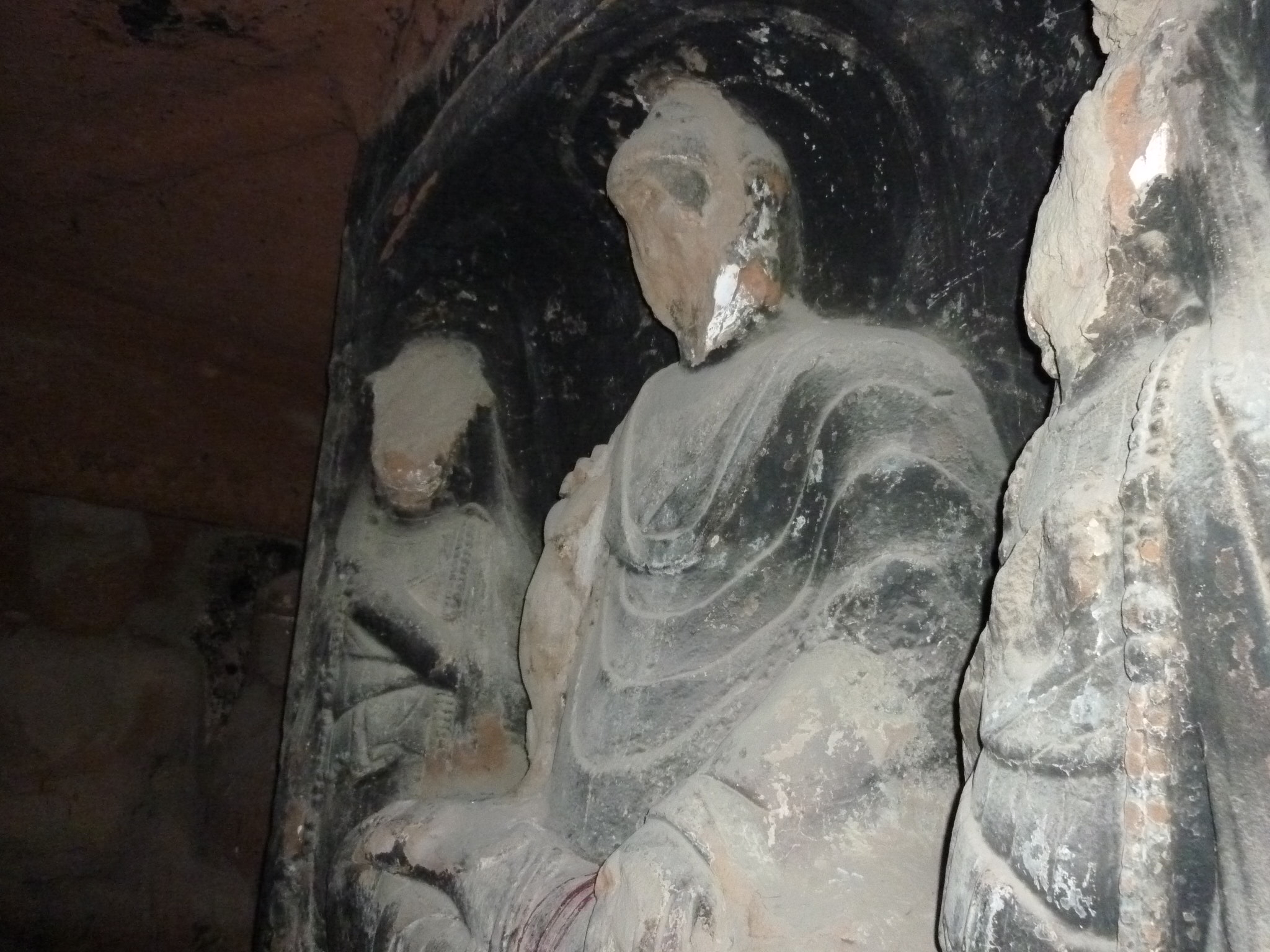
Los rostros de los Budas fueron destruidos durante la Revolución Cultural.

Los sitios, artefactos y archivos históricos de China sufrieron daños devastadores, ya que se creía que estaban enraizados en las "viejas formas de pensar". Se incautaron artefactos, se saquearon museos y casas privadas, y se destruyó cualquier objeto encontrado que se pensara que representaba ideas burguesas o feudales. Los observadores occidentales sugieren que gran parte de los miles de años de historia de China fueron en efecto destruidos —o, más tarde, introducidos de contrabando en el extranjero para su venta— durante los cortos diez años de la Revolución Cultural. Los historiadores chinos comparan la supresión cultural durante la Revolución Cultural con la gran purga confuciana de Qin Shi Huang. La persecución religiosa se intensificó durante este período, debido a que la religión fue vista como una oposición al pensamiento marxista-leninista y maoísta.
Un estudio realizado en Pekín en 1972 sobre dieciocho puntos clave del patrimonio cultural, entre ellos el Templo del Cielo y las Tumbas Ming, reveló daños considerables. De los ochenta sitios del patrimonio cultural de Pekín bajo protección municipal, treinta fueron destruidos, y de los 6843 sitios culturales bajo protección por decisión del gobierno de Pekín en 1958, 4922 fueron dañados o destruidos. Numerosos libros antiguos y valiosos, pinturas y otras reliquias culturales también fueron reducidos a cenizas. El símbolo más prominente de la investigación académica en arqueología, la revista Kaogu, no se publicó durante la Revolución Cultural.